# Пирамиды Голода

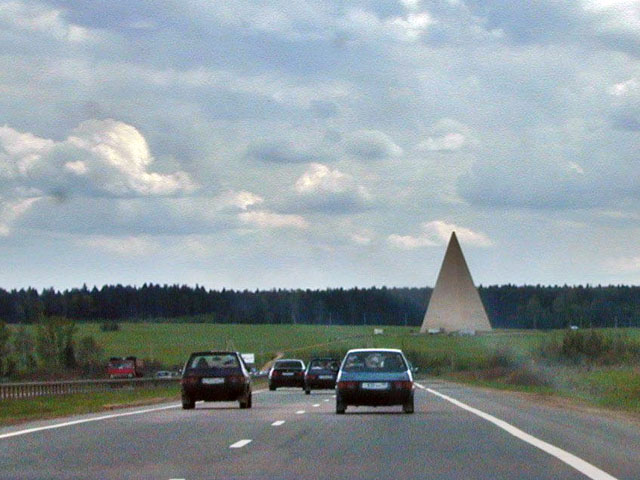
Пирамида на Новорижском шоссе

Пирами́ды Го́лода — сооружения, разработанные российским инженером Александром Голодом. Относятся к так называемым «энергетическим пирамидам», которые в оккультизме считаются преобразователями или накопителями некой неизвестной науке «биоэнергии».
В СНГ построено множество пирамидальных сооружений конструкции Голода, самым известным из которых являлась разрушенная ураганом 29 мая 2017 года пирамида, возведённая на 38-м километре Новорижского шоссе.
Пирамиды Голода вызвали широкий общественный резонанс в связи со спекулятивными псевдонаучными заявлениями автора, что предлагаемая им форма пирамид якобы «гармонизирует структуру окружающего пространства», приводя её в соответствие с идеальной пропорцией золотого сечения и исправляя тем самым дефекты, обусловленные неразумной деятельностью как сообщества людей, так и самой природы.
Сведений о каких-либо положительных изменениях в среде и обществе на прилегающих к пирамидам Голода территориях нет. По заключению председателя комиссии по борьбе с лженаукой РАН академика Эдуарда Круглякова, волшебные свойства пирамид, заявляемые Голодом и другими их строителями, не имеют под собой научных оснований.

## Конструктивные особенности

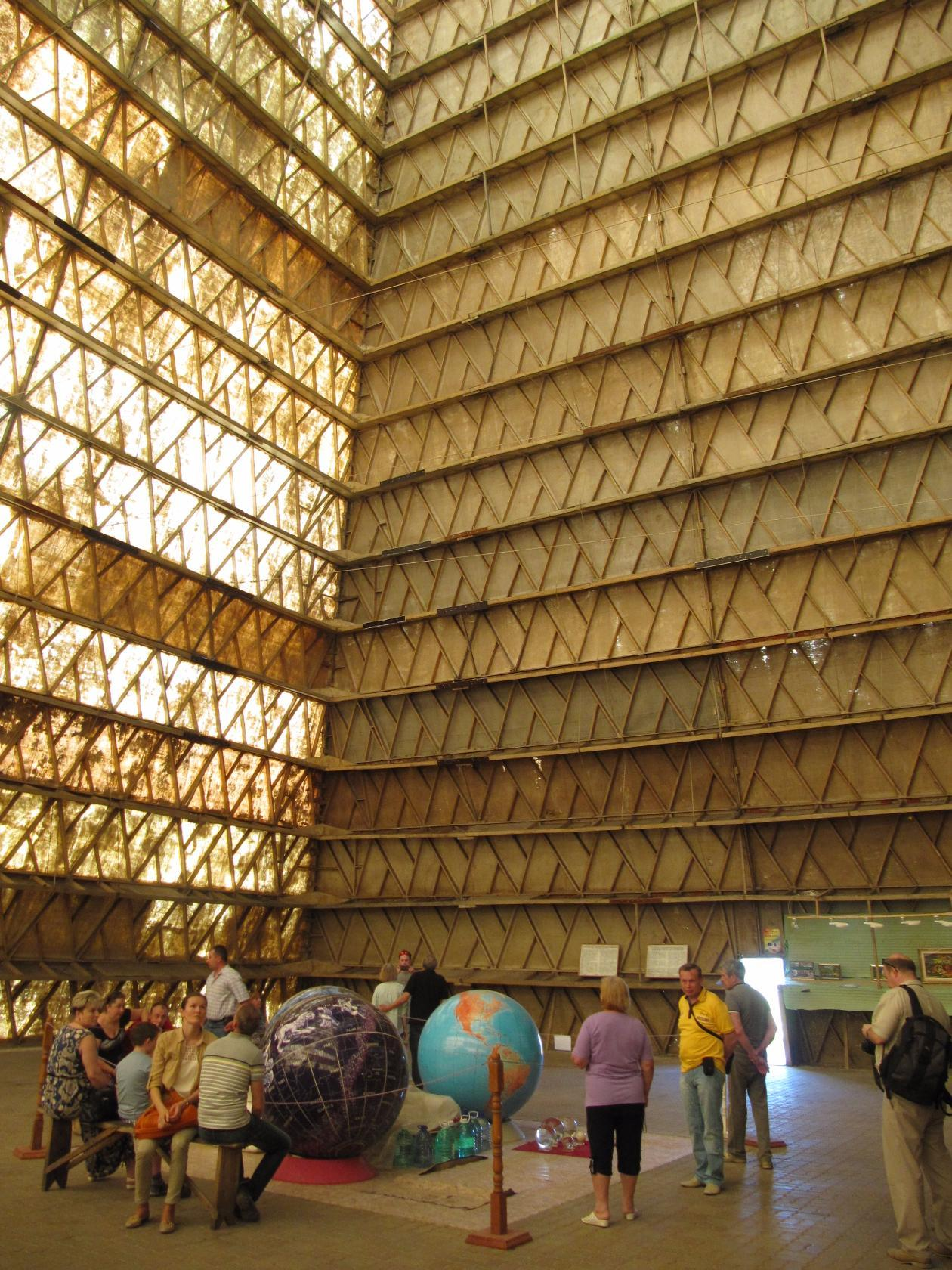
Внутри большой пирамиды Голода

Отличительной особенностью пирамид Голода является то, что в них пропорция золотого сечения применяется к отношению диаметров соседних шаров, последовательно вписанных в правильную четырёхгранную пирамиду. При выполнении данного условия отношение высоты пирамиды к стороне лежащего в её основании квадрата ≈ 2,058, а угол между гранями пирамиды ≈ 27,3°, что придаёт ей характерный остроконечный вид.
Пирамиды Голода монтируются из сборных стеклопластиковых панелей или блоков. Использование металлических элементов не допускается. При планировке пирамида ориентируется в пространстве по Земному меридиану (гранью в направлении на Полярную звезду).

## Примеры пирамид
Раменская пирамида (демонтирована)
Была установлена в начале 1990-х годов на территории тепличного хозяйства в Раменском округе Московской области. Изготовлена из пенопласта. Высота пирамиды — 11 м. Была демонтирована.
Селигерская пирамида
Установлена летом 1997 года вблизи города Осташков на берегу озера Селигер. Высота пирамиды — 22 метра.
По утверждению А. Голода, данная пирамида является источником «ионизирующего излучения, влияющего на толщину озонового слоя атмосферы и активизирующего процессы биоценоза в окружающей среде». Научно данное утверждение не подтверждено.
Академик Э. Кругляков ставит под сомнение это сообщение: «За ответом на этот вопрос я обратился к члену-корреспонденту РАН А. А. Кокошину, бывшему первому заместителю министра обороны (1992—1997 гг.) и секретарю Совета безопасности (1998 г.), который сообщил, что какой-либо информации о наблюдении средствами ПВО так называемого „ионного столба“ над пирамидой А.Голода … к нему не поступало».
Пирамида на Новорижском шоссе
Располагалась в Московской области на 38-м километре Новорижского шоссе.
Строительство пирамиды было завершено 30 ноября 1999 года. Высота составляла 44 метра — наибольшая из когда-либо построенных пирамид Голода. Вес сооружения превысил 55 тонн, а стоимость строительства — миллион долларов.
Кроме выполнения функции «гармонизации окружающего пространства», пирамида, по заявлениям автора, использовалась также для производства «кристаллических информационных матриц», применяемых при строительстве пирамид меньшего размера. Функционировала как туристический объект и коммерческое предприятие по реализации «информационных копий» пирамид, а также воды, минералов, природных кристаллов, сувениров и т. п. с «перенесёнными» на них «целительными» и другими «позитивными» свойствами пирамиды. Благодаря сложившемуся у определённых[каких?] кругов населения мнению о её «благотворном» влиянии на человека являлась предметом паломничества.
Была разрушена 29 мая 2017 года, около трёх часов дня, в результате сильнейшего шторма. При обрушении никто не пострадал, так как охрана успела вывести всех посетителей пирамиды наружу. Рухнувшие конструкции упали на территорию страусиной фермы, несмертельно придавив одного из страусов.
В июле 2017 года — восстановлена в уменьшенном в 3 раза размере. Теперь её высота составляет 14 метров, а вес — 4 тонны.
Пирамиды на месторождениях нефти и газа
В 1992 году в Башкирии на Ишимбайском нефтяном месторождении было установлено два комплекса пирамид (по четыре пирамиды в каждом). По заявлениям Голода «Через несколько дней после её установки вязкость нефти в пластах уменьшилась на 30 %, соответственно возрос дебит скважин». Информации, подтверждающей данное достижение, нет.
22-метровая пирамида была установлена в 2000 году на Астраханском газоперерабатывающем заводе «с целью улучшения экологической обстановки в регионе». Сообщается, что «местные жители настроены весьма скептически. Им ничего не известно об улучшении экологической обстановки в регионе и удивительных лечебных свойствах пирамиды».
Пирамиды на заказ

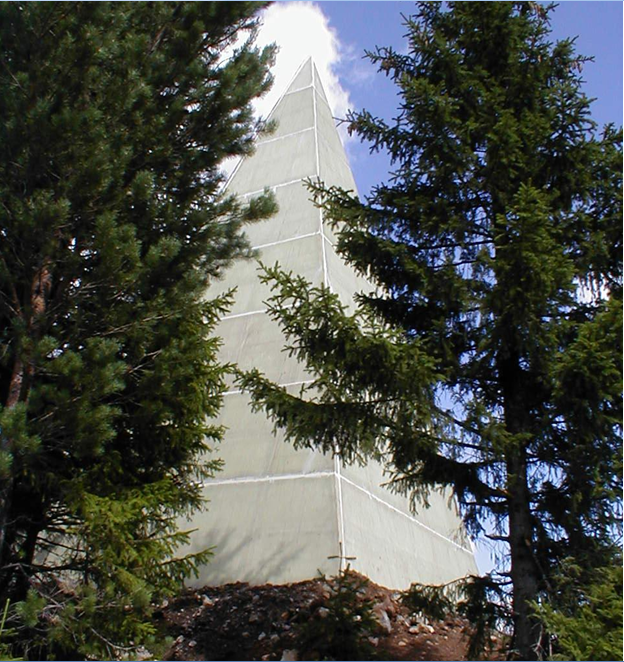
Пирамида Голода, установленная на курорте «Нижние Серги»

К данной категории можно отнести пирамиды, изготавливаемые на заказ и предназначенные, согласно рекламным заявлением, «для улучшения экологической обстановки в различных регионах, для использования в лечебно-оздоровительном процессе, для повышения привлекательности коммерческих объектов (пансионатов, открытых кафе, домов, коттеджных посёлков и т. п.)»
Так, в 1998 году в городе Тольятти на крыше медицинского центра «Визави» была установлена «пирамида Голода-Гройсмана». Соучредитель и совладелец центра «Визави» В. А. Гройсман впоследствии делал в местных СМИ заявления о чудодейственных целительных свойствах пирамиды, которые поддерживал директор центра «Визави» Александр Гребенников.
Общее число пирамид Голода, изготовленных на заказ, не поддаётся учёту. На фотографии изображена пирамида, установленная в городе Нижние Серги Свердловской области на территории одноимённого курорта.
Относительно строительства пирамид Голода за рубежом достоверно известно об установке одиннадцатиметровой пирамиды Голода в Грузии в центре Батуми для экс-президента Аджарии Аслана Абашидзе".
Инициативные проекты
Интерес к пирамидам Голода проявили некоторые предприятия и частные лица.
В Свердловской области в селе Большое Седельниково несколько владельцев усадеб совместно установили пирамиду Голода «оздоровительного назначения»
В Южном федеральном округе РФ 6 жителей построили на своих подворьях пирамиды по проекту А. Голода. Конструкция, установленная в посёлке Мехзавод г. Самара жителем Александром Горловым, стала местной достопримечательностью.
В 2001 г. в Петрозаводске по заказу предпринимателя А. В. Колесникова на набережной города была построена 11-метровая пирамида Голода (демонтирована).
В Челябинской области, в посёлке Северная Кузничиха (неподалёку от города Кыштым) на своём приусадебном участке Б. В. Хайдуков построил 6-метровую в пропорциях пирамиды А. Голода.

## Автор
Александр Ефимович Голод (род. 15 марта 1949 года в городе Новомосковске) — генеральный директор НПО «Гидрометприбор» в Москве.
В 1971 году с отличием окончил мехмат Днепропетровского государственного университета. Во время службы в армии увлёкся футболом и стал играющим тренером и начальником команды Киевского военного округа. После службы в армии работал преподавателем математики, программистом, занимая рядовые, а затем руководящие должности. В 1988 году организовал в Днепропетровске один из первых научно-производственных кооперативов. С 1990 года занялся строительством и изучением эффекта формы Пирамид.
Сын — Анатолий Голод. Кандидат экономических наук. Менеджер по маркетингу ОАО «Гидрометприбор» (11.03.2008). Представляет российскую сторону в Международном товариществе исследователей пирамид, в рамках которого совместно с доктором Джоном Десальво (John DeSalvo, представляет в Товариществе американскую сторону) «провёл несколько передач… для радиослушателей США и Канады» по популяризации пирамид своего отца.

## Критика
Приверженцы пирамид объясняют эффект формы пирамиды её «способностью изменять структуру пространства», благодаря чему в новом пространстве изменяются «свойства некоторых веществ и процессов». Существование «структурирующих полей», излучаемых пирамидальными конструкциями и влияющих на окружающую среду или организмы, научно не подтверждено.
По утверждению Голода, сделанному в 2000 году, один глоток воды из пирамиды даёт «гарантию от онкологии», и таким образом якобы излечились сотни тысяч людей, а сами пирамиды через 5-7 лет уничтожат «такие болезни, как рак, СПИД, туберкулёз, грипп, гепатит» Каких-либо существенных изменений статистики по этим заболеваниям не наблюдается.
По утверждению журнала «Русский дом», попытки выяснить подробности исследования пирамид в институтах, которые, как утверждалось, подтверждали эффект воздействия пирамид, также не имели успеха. В частности, заместитель директора Гематологического научного центра РАМН Владимир Городецкий заявил, что если его сотрудники и занимались пирамидами, то исключительно в частном порядке, а ссылку на имя института в данном случае считает неправомерной.
Директор НИИ вакцин и сывороток им. Мечникова Виталий Зверев отрицает причастность НИИ к каким-либо подобным исследованиям, резко раскритиковал действия причастных к этим исследованиям сотрудников и заявил, что официальных отчётов, связанных с пирамидами, институт никогда не выдавал.
Для объяснения действий пирамид сторонники используют такую псевдонаучную концепцию, как структурированная вода.
Для доказательства чудесных свойств строитель пирамиды тряс бутылку «с водой» (или ударял по ней), и она моментально замерзала. Как поясняет заместитель директора по науке Института физики твёрдого тела РАН Николай Владимирович Классен, этот эффект давно известен и легко достигается при нахождении внутри бутылки переохлаждённой жидкости без механических примесей, которые могли бы стать центрами кристаллизации. Таким образом, подобные опыты абсолютно бездоказательны.
Председатель Комиссии по борьбе с лженаукой академик Э. Кругляков в книге «Учёные с большой дороги» отзывается о пирамидах Голода следующим образом: «сказки о волшебных свойствах пирамид … не имеют под собой никаких научных оснований».
В интервью газете АИФ-Здоровье академик Э. Кругляков уточняет:

Если не ошибаюсь, много лет назад один чешский инженер 1 апреля опубликовал статью про уникальные свойства пирамид. Он и пошутил, что лезвия в пирамиде самозатачиваются, дохлая кошка в ней мумифицируется и т. п. И это пошло по миру и преподносится как чудо.

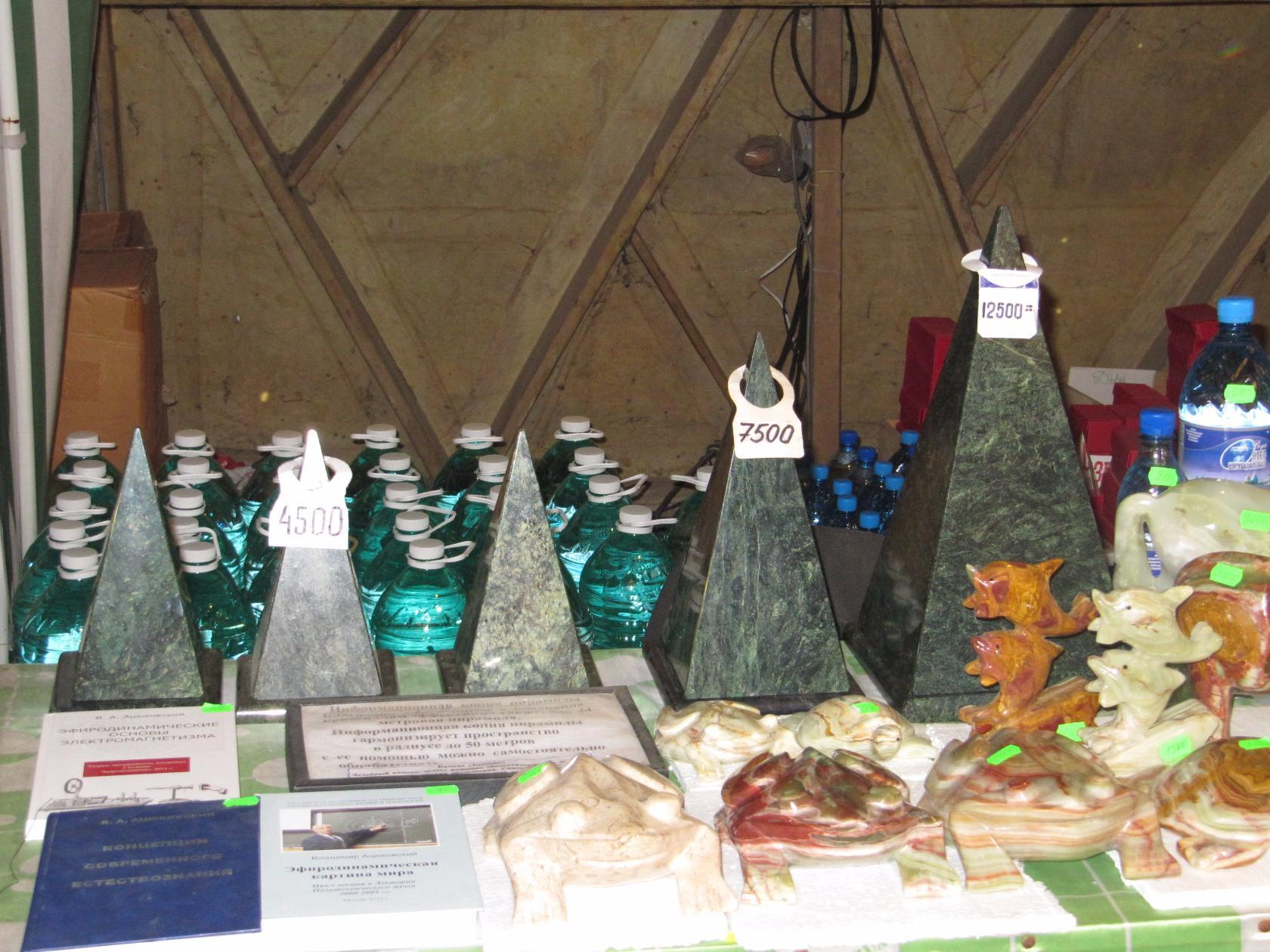
Цены на заряженные пирамиды в пирамиде Голода на Новорижском шоссе (лето 2015)

Также идёт торговля макетами пирамидок, а также разнообразными «заряженными» в них предметами. Однако эффект от них весьма сомнительный.
Академик РАН Евгений Борисович Александров сообщал:

Есть такой инженер Александр Голод, построивший бизнес на пирамидах — он их расставляет за сумасшедшие деньги повсюду, где заказчик пожелает, обещая взамен всякие чудеса. Он же зарыл однажды камни вдоль Садового кольца, заявив, что в Москве эпидемий гриппа больше не будет. Разумеется, эпидемии были, и притом мощнейшие. Камни не помогли.